# 伍德本 (肯塔基州)
伍德本（英語：Woodburn）是一個位於美國肯塔基州沃倫縣的城市。

## 地方資料
根據2020年美國人口普查的數據，伍德伯恩的面積為1.13平方千米，當中陸地面積為1.12平方千米，而水域面積為0.01平方千米。當地共有人口303人，而人口密度為每平方千米268.14人。